# Lynn Randolph
Lynn Randolph (* 9. Dezember 1938 in New York City) ist eine US-amerikanische Künstlerin, Feministin und Menschenrechtsaktivistin.

## Leben und Wirken
Randolph wuchs in Port Arthur, Texas, auf. Sie erwarb 1961 einen B.F.A. an der University of Texas in Austin. Kurz darauf zog sie nach Houston, wo sie seither lebt und malt.
Von 1990 bis 1996 gab es einen kollaborativen Austausch zwischen Randolph und der feministischen Theoretikerin Donna Haraway. Die Auseinandersetzung der beiden Frauen mit spezifischen Themen aus den Bereichen Feminismus, Technoscience, politisches Bewusstsein und anderen soziale Themen führten zu den Bildern von Randolph, die Haraways Buch ModestWitness@Second-Millennium:FeMaleMan-Meets-OncoMouse™ (1997) kapitelweise bildlich anreichern. Die Bilder der Künstlerin erscheinen auch in anderen Texten, die sich mit Feminismus, Religion, Kulturwissenschaften und zeitgenössischer Kunst befassen. Dazu gehört etwa Deborah J. Haynes Buch The Vocation of the Artist (im Kapitel Visionary Imagination) sowie Jeffrey J. Kripals Lehrbuch Comparing Religions. Randolph beschreibt ihre künstlerischen Werke als „metaphorischen Realismus“.
Randolph beschäftigte sich während eines Großteils ihres Berufslebens mit sozialen und politischen Fragen. Sie war Gründungsmitglied und Vorsitzende des Houston Women's Caucus for Art (1978–1997), ein künstlerischer und aktivistischer Zusammenschluss, der sich für Frauen in der Kunst einsetzte und lokale Künstlerinnen förderte. 1992 schloss Randolph sich einem Frauentrommelkorps an und trat bis 1997 als Aktivistin auf.
Ihre Bilder wurden in den Vereinigten Staaten sowie international ausgestellt. Ihre Gemälde werden in Museen und anderen öffentlichen und privaten Einrichtungen ausgestellt und gesammelt, darunter im Buntin Institute am Radcliffe College, im National Museum of Women in the Arts in Washington, D.C., im Kunstmuseum der Arizona State University in Tempe, Arizona, in der Menil Collection in Houston und im Blanton Museum of Art der University of Texas in Austin.

## Ausstellungen (Auswahl)
- 2017–2018: Between Worlds; drawings by Lynn Randolph, Lawndale Art Center, Houston
- 2006: Magic Coast, Joan Wich Gallery, Houston
- 2003: Spirits on the Coast: New Paintings by Lynn Randolph, Joan Wich Gallery, Houston
- 1998: Millennial Myths: Paintings by Lynn Randolph, Arizona State University, Tempe
- 1997: The Body and Technoscience: A Series of Spectacles, University of Texas Health Science Center, Houston
- 1995: Virgins in Vertigo and Juicy Women, Lynn Goode Gallery, Houston
- 1990: A Return To Alien Roots: Painting Outside Mainstream Western Art, The Bunting Institute, Radcliffe College, Cambridge (Massachusetts)